# Periploca visciformis
Periploca visciformis là một loài thực vật có hoa trong họ La bố ma. Loài này được (Vatke) K. Schum. mô tả khoa học đầu tiên năm 1895.